# Операція «Мушкетон»
Операція «Мушкетон» (англ. Operation Musketoon, 11-21 вересня 1942 рік) — рейд британських командос під час Другої світової війни. Ціллю операції була електростанція Гломфьорд в Норвегії, яка постачала електроенергію для заводу з виробництва алюмінію. Контроль німців над природними ресурсами Норвегії представляв значну загрозу для союзників, а саме видобуток алюмінію, який був життєво важливим для виробництва літаків у противника. Без виробництва цього металу літакобудування зазнавало істотних труднощів.

## Хід операції
В операції брали участь два офіцери і вісім солдатів з Другого загону командос і два капрала норвезьких збройних сил у вигнанні, які входили до складу британського Управління спеціальних операцій. Невелику групу очолив капітан Грем Блек з Онтаріо, Канада, його заступником був капітан Джозеф Хоутон. В їх підпорядкуванні було 8 коммандос: сержант-майор Міллер Сміт, молодший сержант Річард О'Брайен, молодший сержант Вільям Чадлі, рядові Сиріл Абрам, Ерік Кертіс, Джон Фейрклаф, Реджинальд Мейкхем, Фред Трігг. Норвежці: капрал Ерлінг М. Джупдрает і капрал Сверре Гранлунд.
Їх доставили на французькому підводному човні «Юнона» до віддаленого сусіднього Б'яерангс-фіорду, що знаходиться на південь від Гломфьорд, звідки вони пройшли складний шлях по суші, щоб підійти до цілі з тилу. План полягав у тому, щоб висадитися і пройти до електростанції з півдня. Капітан Блек вважав, що напад із заходу було саме тим, чого очікували німці, і вирішив діяти інакше. Капітан Хоутон і один з норвежців, Гранлунд, вирушили на розвідку місцевості. По їх поверненню невеликий загін рушив вперед і почав підніматися на гору, яка перегороджувала шлях до електростанції. У якийсь момент їм довелося підніматися по вертикальній скелі, проте досвід одного з членів команди допоміг їм подолати перешкоду. Командос не знали, що вони були дуже близькі до викриття, коли німецька топографічна група, яка перебувала в цьому районі, і їх командир лейтенант Вільгельм Дене помітили фігури над Гломфьорд. На щастя, відстань між ними була занадто великою і не дозволила визначити, що за людей бачили німці.
На наступний день, відпочиваючи в укритті, нападники змінили план через страх викриття з невеликого човна на фіорді, і, вирішивши, що повернення в попередній притулок спричинить за собою ризик бути схопленим ворогом, вони залишилися чекати. Оскільки запаси провізії закінчувалися, капітан Блек вирішив, що вони не можуть далі відкладати атаку, тому план був реалізований в ніч з 19 на 20 вересня.
Загін командос розділився на дві групи. Одну очолював капітан Блек з ціллю атакувати машинний зал. Іншій групі, що складається з молодшого сержанта О'Брайена, молодшого сержанта Чадлі і рядового Кертіса, треба було підірвати водоводи — два трубопроводи, які подають озерну воду в турбіни. Операція була успішною: в результаті отриманих пошкоджень станція не працювала до кінця війни.
Обидві групи покинули район до прибуття німецьких підкріплень, але відхід виявився складнішим, ніж сама операція. Гранлунд відділився від основних сил, намагаючись знайти пішохідний міст, який дозволив би їм сховатися. Він натрапив на гірську хатину з трьома жителями, які підказали йому дорогу і намалювали імпровізовану карту. Не зумівши знайти міст в темряві, він повернувся в хатину одночасно з капітаном Хоутон і Джупдраетом. Всі троє увійшли в будинок, але їх чекав неприємний сюрприз: двоє німців розпитували мешканців, чи не бачили вони британських солдатів. У бою, що зав'язався один німець був убитий, інший серйозно поранений. Джупдрает також отримав штикове поранення в живіт. Коли інші члени диверсійної групи прибули в хатину, то вирішили, що не можуть нести з собою Джупдраета, так як його рана була надто важкою. Йому надали першу допомогу і залишили в надії, що німці виявлять гуманність. Решта командос розділилися на дві групи, щоб уникнути німецьких пошукових загонів і піднятися на гору. Одна група, що складається з молодшого сержанта О'Брайена, капрала Гранлунда, рядових Фейрклаф і Трігг, рушила на північ, огинаючи гори. Першій групі пощастило, і вона без пригод дісталася до Швеції і в кінцевому підсумку була репатрійована в Англію.
Група, яка йшла південним шляхом, натрапила на німців. У перестрілці, що зав'язалася капітан Хоутон був поранений в руку. Під тиском переважаючих сил командос були змушені здатися. Джупдрает помер від ран через три дні, капітани Блек і Хоутон, сержант-майор Сміт, молодший сержант Чадлі і рядові Кертіс, Абрам і Мейкхем були доставлені в замок Кольдиц, де Блек вступив в контакт з англійським лейтенантом Домініком Брюсом і передав йому імена в'язнів і подробиці їх місії. Пізніше Брюс втік із замку і передав інформацію MI5.
13 жовтня 1942 року полонених перевезли з Кольдиц в штаб-квартиру СС в Берліні, де їх допитав обергрупенфюрер Генріх Мюллер. 22 жовтня полонені були відправлені в концтабір Заксенхаузен, де вони стали першими жертвами наказу Гітлера від 18 жовтня 1942 року про знищення всіх полонених зі складу диверсійних груп, включаючи партизан.

## Факти
- Група практично не мала стрілецького озброєння, не враховуючи пістолетів Colt M1911 і одного автомата STEN з глушником[4]
- Крім карт Норвегії та Швеції, група також мала карту довколишнього району СРСР[4]